# Dolichopus nigrifemur
Dolichopus nigrifemur är en tvåvingeart som beskrevs av Stackelberg 1930. Dolichopus nigrifemur ingår i släktet Dolichopus och familjen styltflugor. Inga underarter finns listade i Catalogue of Life.